# Romeo Štrakl
Romeo Štrakl, slovenski oblikovalec, grafik, stripar, * 23. avgust 1962, Maribor

## Življenje
Po končani srednji šoli za oblikovanje v Ljubljani se je začel ukvarjati tudi s stripom. Sedaj živi in dela v Sv. Trojici - Slovenija, kot oblikovalec, ilustrator in avtor stripov.
Kot oblikovalec je izdelal nekaj ovitkov za CD plošče, plakatov za koncerte, med drugim za koncert Boba Dylana v Ljubljani, ki je bil izbran tudi za razstavo v Art Rock Gallery v San Franciscu. Ob svojem vsakodnevnem delu oblikovalca se ukvarja tudi s stripom. 	 
S stripom se je spoznal v rani mladosti tudi s pomočjo svojega očeta, ki je prav tako risal stripe. Objavljal je v domačih fanzinih in raznih revijah (Stripburger, Mladina - Slovenija, Striptiz - Hrvaška, Mladost - Jugoslavija). Izdal je tudi strip albuma z zbranimi deli pod naslovom »Točno opolnoči in druge zgodbe« leta 1998 in »Drugi Album« leta 2004. 
Imel je nekaj samostojnih razstav: V Mariboru v Novinarskem klubu aprila 1994, V Mariboru v Gustafu decembra 1996, v Lenartu v galeriji K. Krajnc septembra 1998. Sodeloval je tudi na več skupinskih razstavah, prvič že leta 1984 v Ljubljani na razstavi Jugoslovanski SF strip, med drugim pa tudi na retrospektivni razstavi Slovenskega stripa zadnjih 40 let v Celju leta 1996.
Bil je izbran (z drugimi) za predstavnika Slovenskega stripa za razstavo stripov v Francoskem Angoulemu (januarja 2000).
Sodeloval tudi v antologiji Slovenski klasiki v stripu. 
Leta 2009 izdal knjigo The Who, zgodba o zbirateljstvu, ki opisuje njegovo zbirko The Who albumov.
Leta 2017 je izšlo nadaljevanje knjige pod naslovom The Who Bootleg posnetki. V tretji knjigi opisuje zbirko kompilacijskih albumov skupine The Who, The Who kompilacije (2021).
2018 je izšel tretji strip album, pod naslovom Prekletstvo tretjega albuma. Spremno besedo je prispeval Max Modic.
Kot grafik je sodeloval v projektu SLO POP ART (1999-2022). Opus grafik zajema 46 različnih del s slovenskimi motivi v pop art maniri. Skupna razstava "Galerija 88 (november 2004), samostojna razstava v Galeriji Univerzitetne knjižnice Maribor (maj 2022).
V sodelovanju s partnerko Barbaro Borlovan je sodeloval in razstavljal na razstavah Rock portreti / Naslikaj mi besedo v Tovarni umetnosti, Majšperk (2019), Galeriji MIK Celje v Ljubljani (2020) in Vipavskem Križu (2020). Sodelovala sta na III. mednarodnem festivalu akvarela v Ajdovščini (2020) in več razstavah JSKD.

## Nagrade
- Priznanje strokovne žirije Ex Tempore Karnevala Ptuj, 2020
- Nagrada žirije na tematski likovni razstavi JSKD Moja Krajina, 2020
- Nagrada strokovne žirije na tematski likovni razstavi JSKD Moja veduta, 2021
- Tretja nagrada na razpisu Umetnostne galerije Maribor, Mail Art, 2020
- Priznanje za sodelovanje na razstavi Luxembourg Art prize, 2021
- Priznanje za sodelovanje na 1. mednarodnem bienalu akvarela v Hamyangu, Koreja, 2021
- Sodelovanje na VIII. državni tematski razstavi JSKD, Videz tipnega, 2022

### Stripografija
- Vek za vekom (november 1984) Stripburger 4-5, Ljubljana 1995
- Parci (januar 1985), Stripburger 2-3, Ljubljana 1994
- Začetek civilizacije (december 1986), Mladost, Beograd 1989
- Nekdo se bo vsega naveličal (april 1988), Mladost, Beograd '89
- Točno opolnoči (junij 1988), Mladina, Ljubljana 1988
- Tri sonca (april 1993), Mladina, Ljubljana 1993
- Sanjski dopust (julij 1994), Striptiz 3, Varaždin 1996
- Prvi poljub (marec 1995), Pepe nero 3, Kočevje 1995
- Stop racism (junij 1995), Apokalipsa 6/7, Ljubljana 1996
- Recimo ne (julij 1995), Stripburger 9, Ljubljana 1995
- 18:02 (avgust 1996), Apokalipsa 12/13, Ljubljana 1997
- Točno opolnoči in druge zgodbe / samozaložba, album 1998
- Za nore (januar 1998), V sen sem jih videl, knjiga, Pesnica 1999
- Utekočinjen (marec 2000), Stripburger 26, Ljubljana 2000
- Drugi album / album Frontier 031, Maribor 2004
- Energija (2008), Milk & Vodka, Basel CH 2008
- Napačnega človeka imate (2009), Slovenski klasiki, Ljubljana 2009
- TBP stripi (2010 - 2017), Mr Bo novice, Lenart
- Prekletstvo tretjega albuma / album, Kulturni center Maribor 2018
- Serija stripov za časopis mesta Maribor, 2021-

### Knjižna dela
- The Who, zgodba o zbirateljstvu, Frontier 044, Maribor 2009
- The Who, bootleg posnetki, Sprejeto 006, Maribor 2017
- The Who, kompilacije, Samozaložba, Sveta Trojica 2021

1. ↑  Lambiek Comiclopedia — Lambiek, 1999.